# Elizabeth Francis
Elizabeth Francis (ur. 25 lipca 1909 w Parafii St. Mary, zm. 22 października 2024 w Houston) – amerykańska superstulatka. W latach 2023–2024 była najstarszą osobą żyjąca w Stanach Zjednoczonych.

## Życiorys
Urodziła się 25 lipca 1909 roku w Parafii St. Mary, w stanie Luizjana, jako córka Johna i Virginii Francis. W późniejszych latach przeniosła się do Houston, Teksas. W latach 70. prowadziła kawiarnię w stacji telewizyjnej KTRK-TV w Houston.
Siostra Elizabeth, Bertha Johnson (1904–2011), dożyła 106 lat, co czyniło je jedną z najstarszych par rodzeństwa na świecie. W lutym 2021 roku, Francis doczekała się trojga wnuków, czworga prawnuków i dwojga praprawnuków.
W dniu swoich 114. urodzin (w 2023 roku) mieszkała z 94-letnią córką Dorothy w Houston, Teksas.

## Długowieczność
Od śmierci Marii De La Talamantes 21 czerwca 2020 roku, Elizabeth Francis stała się najstarszą znaną żyjącą osobą w stanie Teksas.
Elizabeth Francis stała się najstarszą żyjącą Afroamerykanką po śmierci 114-letniej Niny Willis 17 maja 2023 roku.
W dniu swoich 114. urodzin w lipcu 2023 roku, Elizabeth Francis była drugą najstarszą zweryfikowaną żyjącą osobą w Stanach Zjednoczonych (po Edie Ceccarelli) i trzecią najstarszą zweryfikowaną żyjącą osobą urodzoną w USA (po Marii Branyas Morera i Edie Ceccarelli).